# Judo under sommer-OL 2012 – 48 kg (damer)
Kvindernes 48kg vægtklasse i judo under sommer-OL 2016 i London fandt sted d. 28. juli 2016 på ExCeL London.

## Program
Alle tider er britisk sommertid (UTC+1)
| Dato                 | Tid               | Runde                            |
| -------------------- | ----------------- | -------------------------------- |
| Lørdag 28. juli 2012 | 09:30 14:00 16:10 | Kvalifikation Semifinaler Finale |